# گای الیور
گوی الیور (انگلیسی: Guy Oliver؛ ‏ ۲۵ سپتامبر ۱۸۷۸ – ۱ سپتامبر ۱۹۳۲) بازیگر اهل ایالات متحده آمریکا بود.

## فیلم‌شناسی
از فیلم‌هایی که وی در آن نقش داشته است، می‌توان به گردآوری، زن دنیادیده، اسکیپی، مرد و زن، رابین‌هود و قهرمان جهان اشاره کرد.